# Szpital „Królestwo”
Szpital „Królestwo” (ang. Kingdom Hospital) – 13-odcinkowy amerykański serial grozy stworzony na podstawie miniserialu Królestwo (stworzonego przez Larsa von Triera), którego fabuła została rozwinięta przez Stephena Kinga dla potrzeb amerykańskiej telewizji. Jego światowa premiera odbyła się 3 marca 2004 roku na kanale ABC. Ostatni odcinek został wyemitowany 15 lipca 2004 roku. W Polsce serial nadawany był na kanale TVP1.

## Opis fabuły
Serial opisuje przerażające historie Królestwa - szpitala, w którym zarówno pacjenci jak i personel stanowią mieszaninę dziwaków i szaleńców.

## Obsada
- Andrew McCarthy jako doktor Hook
- Bruce Davison jako doktor Stegman
- Meagen Fay jako doktor Brenda Abelson
- Ed Begley Jr. jako doktor Jesse James
- Jamie Harrold jako doktor Elmer Traff
- Sherry Miller jako doktor Lona Massingale
- Allison Hossack jako doktor Christine Draper
- William Wise jako doktor Louis Traff
- Lena Georgas jako pielęgniarka Carrie von Trier
- Jodelle Ferland jako Mary Jensen
- Brandon Bauer jako Abel Lyon
- Jennifer Cunningham jako Christa Mendelson
- Julian Richings jako Otto
- Del Pentecost jako Bobby Druse

i inni

## Spis odcinków
| Nr | Tytuł                         | Reżyseria       | Scenariusz                    | Premiera (ABC)   |
| -- | ----------------------------- | --------------- | ----------------------------- | ---------------- |
| 1  | Thy Kingdom Come              | Craig R. Baxley | Stephen King                  | 3 marca 2004     |
| 2  | Death's Kingdom               | Craig R. Baxley | Stephen King                  | 10 marca 2004    |
| 3  | Goodbye Kiss                  | Craig R. Baxley | Stephen King                  | 17 marca 2004    |
| 4  | The West Side of Midnight     | Craig R. Baxley | Stephen King                  | 24 marca 2004    |
| 5  | Hook's Kingdom                | Craig R. Baxley | Stephen King, Richard Dooling | 31 marca 2004    |
| 6  | The Young and the Headless    | Craig R. Baxley | Richard Dooling               | 8 kwietnia 2004  |
| 7  | Black Noise                   | Craig R. Baxley | Richard Dooling               | 15 kwietnia 2004 |
| 8  | Heartless                     | Craig R. Baxley | Richard Dooling               | 22 kwietnia 2004 |
| 9  | Butterfingers                 | Craig R. Baxley | Stephen King                  | 29 kwietnia 2004 |
| 10 | The Passion of Reverend Jimmy | Craig R. Baxley | Tabitha King, Stephen King    | 24 czerwca 2004  |
| 11 | Seizure Day                   | Craig R. Baxley | Richard Dooling               | 1 lipca 2004     |
| 12 | Shoulda Stood in Bed          | Craig R. Baxley | Stephen King                  | 8 lipca 2004     |
| 13 | Finale                        | Craig R. Baxley | Stephen King                  | 15 lipca 2004    |